# جهاد الأشقر
جهاد الأشقر  (مواليد 13 يناير 1962) هو جودو  لبناني. شارك في الألعاب الأولمبية الصيفية 1984. 

## روابط خارجية
- جهاد الأشقر على موقع أوليمبيديا (الإنجليزية)